# محله گازرگاه
محلهٔ گازُرگاه یکی از محلات قدیمی شهر یزد است که هم‌اکنون در بافت تاریخی این شهر قرار دارد.

## حدود محله و پیشینهٔ آن
مرز تقریبی این محله را می‌توان خیابان مهدی، بلوار شهید عاصی‌زاده، خیابان سلمان فارسی و خیابان امام خمینی تلقی کرد؛ اگر چه هیچ‌گاه محله‌های شهرهای ایران مرز عینی و ملموس خاصی نداشته و ندارند. این محله از شمال به محلهٔ جوی هرهر، از شرق به محلهٔ سلسبیل، از جنوب به محلهٔ شاهدباز، و از غرب به محله پیر برج محدود می‌شود. این محله همچون سایر محلات قدیمی شهر یزد، از سنت معماری و شهرسازی کهن ایران پیروی کرده و مجموعه‌ای از کوچه‌ها، فضاهای باز محلی و ساختمان‌های متراکم را در خود جای داده است. سابقهٔ شکل‌گیری این محله به قرن‌ها پیش باز می‌گردد ولی بخش‌های زیادی از آن تنها حدود ۶۰ سال قدمت دارد. بر این اساس بخش غربی محلهٔ گازرگاه که به هستهٔ مرکزی شهر یزد نزدیک‌تر است قدمت بیشتری نسبت به بخش شرقی آن دارد؛ به طوری که در بخش شرقی آن ساختمان‌هایی مربوط به تنها چند دههٔ گذشته به چشم می‌خورد.

## بناها و فضاهای اصلی
همانند دیگر محله‌های شهرهای مرکزی ایران، مسجد از اهمیت بالایی در محلهٔ گازرگاه برخوردار است. مسجد اصلی این محله که مرکز گردهمایی‌های مردم محل نیز به شمار می‌رود مسجد فاطمیه است. این مسجد بر خلاف سایر بناهای این محله از قدمت تاریخی چندانی برخوردار نیست و دست‌بالا قدمتی در حدود ۵۰ سال دارد. مسجد فاطمیه در راستهٔ اصلی محله (کوچهٔ گازرگاه) و در کنار آب‌انبار قرار گرفته است. پیش از انقلاب بهمن ۱۳۵۷، در مجاورت این مسجد، کلیسایی برقرار بوده که تعدادی (به گفتهٔ اهالی محل) فرنگی در آن ساکن بوده‌اند. بنای این کلیسا هم‌اکنون در اختیار پایگاه مقاومت بسیج شهید دستغیب است. این فرنگی‌ها در واقع میسیونرهای مسیحی ساکن یزد بودند که پس از انقلاب ایران را ترک کردند. در مجاورت این کلیسا، محوطه‌ی بزرگی نیز وجود داشته که در آن بیمارستانی جهت بستری بیماران قرار داشته است. این محوطه و بناهای داخل آن در سال‌های پس از انقلاب میزبان جمعی از کردهای عراقی جنگ‌زده بود که پس از سرنگونی صدام به کردستان بازگشتند. این محوطه هم‌اکنون در اختیار بسیج و سپاه الغدیر یزد است و بناهای متعدد فرهنگی و ورزشی در آن ساخته شده است. 
- مسجد گازرگاه که سابقهٔ آن به دورهٔ قاجار بر می‌گردد. این مسجد که در فهرست آثار ملی ایران با شمارهٔ ۱۵۸۹۰ ثبت شده، معماری ارزشمند و تحسین برانگیزی دارد.[۲]
- حمام گلشن یا حمام بزرگ گازرگاه که متعلق به دورهٔ قاجار و ثبت شده به شمارهٔ ۲۰۴۹ در فهرست آثار ملی ایران.[۳]
- حسینیه گازرگاه که یکی از حسینیه‌های باسابقهٔ شهر یزد به شمار می‌رود. هیئت عزاداران محلهٔ گازرگاه در ایام محرم میزبان سایر هیئت‌های عزاداری شهر یزد در این حسینیه هستند. این حسینیه به شمارهٔ ۱۳۰۳۶ در فهرست آثار ملی ایران ثبت شد.[۳]
- بیمارستان گودرز که از قدیمی‌ترین بیمارستان‌های نوین شهر یزد است.